# Grabowo (powiat makowski)
Grabowo – wieś sołecka w Polsce położona w województwie mazowieckim, w powiecie makowskim, w gminie Krasnosielc.
| SIMC    | Nazwa                | Rodzaj    |
| ------- | -------------------- | --------- |
| 0511775 | Grabowo-Nowosiedliny | część wsi |

W latach 1975–1998 miejscowość należała administracyjnie do województwa ostrołęckiego.
Wierni Kościoła rzymskokatolickiego należą do parafii Nawiedzenia Najświętszej Maryi Panny w Amelinie.